# David Cerdán Pastor
David Cerdán Pastor (Alacant, 2 de novembre de 1974) és un periodista i polític alacantí, diputat a les Corts Valencianes en la IX legislatura.

## Biografia
És llicenciat en Ciències de la Informació per la Universitat Complutense de Madrid i màster en Direcció de Comunicació i marketing per la Universitat Oberta de Catalunya.
Ha treballat com a redactor d'Europa Press a Madrid i dels diaris La Verdad i El País a Alacant. Ha estat director de comunicació de la Secretaria d'Estat de Cooperació Internacional del Ministeri d'Afers Exteriors i Cooperació i de la Subdelegació del Govern a Alacant.
Militant del PSPV-PSOE, ha estat secretari general provincial a Alacant. Arran de les eleccions municipals espanyoles de 2011 fou escollit regidor de l'ajuntament d'Asp, i diputat de la Diputació d'Alacant on fou director de comunicació del grup socialista.
Fou elegit diputat a les eleccions a les Corts Valencianes de 2015.